# Daewoo USAS-12
Die USAS-12 ist eine Selbstladeschrotflinte der südkoreanischen Firma Daewoo Precision Industries, die in den 1980er-Jahren entwickelt und seit den 1990er-Jahren hergestellt wird.

## Beschreibung
Die USAS-12 ist ein Gasdrucklader, bei dem sich der Feuerstoß manuell einstellen lässt (halbautomatisch, automatisch). Sie ist ähnlich aufgebaut wie das M16 und speziell für den Nahkampf entwickelt worden. Zum Einsatz kommen 10-Schuss-Kurvenmagazine oder 20-Schuss-Trommel-Magazine, die aus Polymeren hergestellt sind. Die Rückseite der Trommelmagazine besteht aus einem durchsichtigen Polymer, sodass schnell überprüft werden kann, wie viele Patronen noch zur Verfügung stehen.

## Geschichte
Die USAS-12 basiert auf der Atchisson Assault Shotgun, die von Maxwell Atchisson entwickelt wurde. Sie wurde von John Trevor Jr. weiterentwickelt und sollte 1989 eigentlich von Gilbert Equipment Co. (USA) produziert werden. Da diese Firma aber dazu nicht die Kapazitäten hatte, musste man sich nach einem anderen Hersteller umschauen. Der Einzige, der sich bereit erklärte diese Waffe zu produzieren, war die Daewoo Precision Industries. Anfang der 1990er-Jahre begann die Massenproduktion dieser Waffe. Über 30.000 Exemplare konnten verkauft werden, vor allem an diverse asiatische Streitkräfte. Zur selben Zeit wollte Gilbert Equipment Co. eine halbautomatische Version auf dem US-amerikanischen Markt etablieren, jedoch befand das ATF, dass die USAS-12 nicht für „sportliche Zwecke eingesetzt werden kann“ und klassifizierte sie deswegen als Kriegswaffe („Class III destructive device“). Somit darf die Waffe von amerikanischen Zivilisten nicht erworben werden.